# Chiefs de Saint-Hyacinthe
Die Chiefs de Saint-Hyacinthe (englisch Saint-Hyacinthe Chiefs) waren eine kanadische Eishockeymannschaft aus Saint-Hyacinthe, Québec. Das Team spielte von 2001 bis 2009 in der Ligue Nord-Américaine de Hockey.

## Geschichte
Das Franchise der Beaulieu d’Acton Vale aus der Québec Québec Semi-Pro Hockey League wurde 2001 nach Saint-Hyacinthe umgesiedelt und in Cousin de Saint-Hyacinthe umbenannt. Die Mannschaft blieb in der Québec Semi-Pro Hockey League, die 2004 aufgrund der zunehmenden Professionalisierung ihrer Teilnehmer ihren Namen in Ligue Nord-Américaine de Hockey änderte. Bis zur finanziell bedingten Auflösung der Mannschaft im Anschluss an die Saison 2008/09 wechselte das Team mehrfach den Namen und lief als Cristal, Top Design und Chiefs de Saint-Hyacinthe auf. Der größte Erfolg der Kanadier war der erste Platz nach der regulären Saison in der Spielzeit 2007/08. 

## Bekannte Spieler
- Sébastien Charpentier
- Éric Charron
- Alexander Kuzminski
- Chris Lyness
- Ian McIntyre
- Dean Melanson